# Monika Kruse
Monika Kruse (23 de julio de 1971, Berlín) es una DJ y productora de techno procedente de Alemania.

## Biografía
Monika Kruse nació el 23 de julio de 1971 en Berlín pero creció en Múnich. 
Desde que comenzó a tomar lecciones de piano, la música ha sido una parte muy importante de su vida.
Después del bachillerato trabajó como practicante, en varias partes, entre otras, en una revista de música y en una empresa que promociona grupos musicales.
Al mismo tiempo trabajó de modelo y ganó dinero para comprar una gran colección de discos.
Más tarde aceptó un puesto de dirigente en la empresa musical 
Chrysalis donde acompañó a grupos como Gang Starr y Monie Love.
En 1991 Monika Kruse tocó por la prima vez como DJ en el Bar 
”Babalu” en Múnich. 
Su estilo musical fue influido por Hip Hop y Funk pero contenía los primeros discos del estilo House.
Un poco más tarde empezó una residencia en el club “Parkcafé“.
A fines de 1993 fue miembro del equipo “Ultraworld“ con el cual promocionaba fiestas Techno
en Múnich y abrió el Club “Ultraschall“. 
Monika Kruse fue el DJ resident desde el principio.
En 1995 Monika Kruse hizo sus primeras producciones musicales con Richard Bartz (Acid Scout). 
Esta cooperación fue publicada en una recopilación en la primavera del mismo año. 
Como DJ tenía salidas a Londres, Estocolmo y/o Chicago.
En el verano de 1995 Monika promocionó la primera fiesta Housetram en un tranvía.
A fines de 1997 fue publicada su primera canción como solista en una recopilación. 
En ese mismo año Monika se traslada a Berlín. En otoño ella publicó su primer Mix - disco On the Road 
En 1998 Monika trabajó y produjo con Patrick Lindsey. El resultado fueron las producciones: 
Monika Kruse @ Voodooamt.
Siguió su segundo Mix-Disco y un año más tarde Monika Kruse fundó su primera empresa musical “Terminal M”.
En 2000 Monika tocó la ceremonia final del “Loveparade” en Berlín 
frente a un millón y medio de personas y en octubre, del mismo año, publicó su tercer Mix - disco, esta vez con su propia empresa.
A causa de actos de violencia que no rompía contra extranjeros , Monika fundó la organización “No Historical Backspin” que se dedica a presentar artistas de música electrónica que hablan no solo en contra del fascismo y del racismo y sino también de tolerancia y diversidad.
”No Historical Backspin” colecta dinero, por ejemplo para el fondo de víctimas de la fundación Antonio-Amadeu de Alemania.
En 2001 Monika presentó su primer álbum Panorama que produjo junto con Patrick Lindsey.
En 2003 Monika fundó su segunda empresa musical “Electric Avenue Recordings” que se dirige a la música de género House.
Su nueva canción Latin Lovers fue el hit del verano 2003 con la 
primera posición en los “Dance Charts”, en los Países Bajos y una 
posición en los últimos 20 de la lista de los éxitos de España.
En otoño Monika presentó su segundo disco “Passengers”.
En 2007, ha empezado a trabajar con Gregor Tresher y ha presentado su primera cooperación - el disco “GTMK - and more ...”„.
Tres meses después el segundo disco “GTMK – Panachakarma” siguió en la empresa holandesa: “Intacto”.
A fines de 2007, Monika terminará con su fiesta “No Historical 
Backspin” y una salida a la fiesta electrónica más grande de Alemania: 
”Sensation White“ en Duesseldorf.
En septiembre de 2008 Monika Kruse publica Changes of Perception, su primer álbum en solitario. 
En Changes of Perception, Monika ha contado con la ayuda de Gregor Tresher en la producción

## Discografía

### Álbumes
- 2001 - Monika Kruse@Voodooamt: Panorama
- 2003 - Monika Kruse@Voodooamt: Passengers
- 2008 - Monika Kruse: Changes of Perception
- 2012 - Monika Kruse: Traces

#### Mezclas
- DJ Mix Series Vol. 1 (1997)
- Com.PlexY2K Vol. 1 (1999)
- On the Road Vol. 1 (2000)
- On the Road Vol. 2 (2002)
- On the Road Vol. 3 (2004)
- On the Road Vol. 4 (2006)
- On the Nippon Road (2007)

### Sencillos y EP
- 1998: Monika Kruse im Voodooamt: Voodoo EP (Frisbee)
- 1998: Monika Kruse: 1.05h (Frisbee)
- 1998: Hoschi pres. Monika Kruse: Sandcrawler EP (Primevil)
- 1999: Patrick Lindsey pres. Monika Kruse: The Last Night (School)
- 1999: Monika Kruse im Voodooamt: Part 2 (Frisbee)
- 2000: Monika Kruse & Patrick Lindsey like..? (Trackland)
- 2000: Monika Kruse im Voodooamt: Stringrise (Terminal M)
- 2001: Monika Kruse@Voodooamt: Route 27 (Terminal M)
- 2002: Monika Kruse@Voodooamt: Abseits (Terminal M)
- 2002: Monika Kruse@Voodooamt: Highway Number 4 (Terminal M)
- 2003: Monika Kruse feat. Zafra Negra: Latin Lovers (Terminal M)
- 2003: Monika Kruse @ Voodooamt: Passengers (Terminal M)
- 2004: Monika Kruse: Latin Lovers Remixes (Terminal M)
- 2007: GTMK: and more... (2007)
- 2007: GTMK AKA Gregor Tresher & Monika Kruse – Panchakarma (Intacto Records)
- 2008: Monika Kruse: Change of Perception ("Terminal M")
- 2008: Monika Kruse: Change of Perception, Pt. 1 ("Terminal M")
- 2008: Monika Kruse: Change of Perception, Pt. 2 ("Terminal M")
- 2009: Monika Kruse: Change of Perception 2nd Remix Edition ("Terminal M")
- 2009: Monika Kruse: Change of Perception, Pt. 3 ("Terminal M")
- 2009: Monika Kruse meet Mutant Clan: Sancerre ("Terminal M")
- 2012: Monika Kruse: Wavedancer ("Terminal M")
- 2011: Monika Kruse feat. Zafra Negra: Latin Lovers Remixes ("Terminal M")
- 2012: Monika Kruse: Traces, Pt. 1 (Terminal M)
- 2012: Monika Kruse: Traces, Pt. 2 (Terminal M)
- 2013: Monika Kruse: Traces Remixes, Pt. 1 (Terminal M)
- 2013: Monika Kruse: Traces Remixes, Pt. 2 (Terminal M)
- 2013: GTMK, Gregor Tresher & Monika Kruse: Calling East / Trooper ("Break New Soil")
- 2014: Monika Kruse meet Pig&Dan: Soulstice / Nature High (Terminal M)
- 2014: GTMK AKA Gregor Tresher & Monika Kruse – Retox / Offshore EP (Terminal M)
- 2014: Monika Kruse: Summer Drops (Terminal M)
- 2015: Monika Kruse meets Pig & Dan – Colours (Terminal M)

### Remixes
Lista seleccionada
- 2001: DJ Rush – Motherfucking Bass (Monika Kruse im Voodooamt Rmx)
- 2001: Mr. Sliff – Rippin and Dippin (Monika Kruse im Voodooamt Rmx)
- 2003: Oliver Huntemann – Discotech (Monika Kruse @ Voodooamt  Rmx)
- 2004: Emmanuel Top – Mars  (Monika Kruse @ Voodooamt  Rmx)
- 2005: Eric Sneo – Slave to the beat (Monika Kruse Rmx)
- 2006: Moguai – I want / I need / I love - Monika Kruse Rmx (Punx)
- 2010: Pig & Dan – Baked (Monika Kruse Remix)
- 2010: Monika Kruse – Wavedancer (Monika Kruse & Thomas Schumacher Remix)
- 2010: Dennis Ferrer – Dem People Go! (Monika Kruse Mix)